# High Roller
High Roller is een Amerikaans reuzenrad in Las Vegas (Nevada), aan de Strip tegenover Caesars Palace achter The Linq. Het rad is 167,6 meter hoog en heeft 28 gesloten capsules.
High Roller werd gebouwd van 2011 tot eind 2013 op de voormalige locatie van O'Sheas Casino en was bij de opening op 31 maart 2014 het grootste reuzenrad ter wereld. De High Roller van Caesars Entertainment nam deze positie over van de Singapore Flyer, met een hoogte van 165 meter recordhouder van 2008 tot 2014.
Een ritje in het reuzenrad duurt 30 minuten. In elk van de 28 capsules kunnen 40 personen plaats nemen. Elke capsule weegt 20 ton. De high roller is het grootste reuzenrad van Amerika.